# Craniophora coronula
Craniophora coronula là một loài bướm đêm trong họ Noctuidae.